# Steve Rogers (cestista)
Steven Maurice Rogers, detto Steve (Montgomery, 30 luglio 1968), è un ex cestista e allenatore di pallacanestro statunitense, professionista in Argentina e in Europa.

## Carriera
È stato selezionato dai New Jersey Nets al secondo giro del Draft NBA 1992 (40ª scelta assoluta).